# 鉄川与助
鉄川 与助（てつかわ よすけ、旧字：鐵川與助　1879年1月13日 - 1976年7月5日）は、長崎県を中心に多くのカトリックの教会堂建築を手がけた、長崎県南松浦郡魚目村（現新上五島町）出身の大工棟梁・建築家である。

## 来歴
1879年（明治12年）、長崎県の五島列島を構成する島の一つである中通島の青方村で、大工の棟梁である鉄川与四郎の長男として生まれる。幼少の頃、近郊の魚目村に移る。（いずれも現在は長崎県南松浦郡新上五島町）
有川高等小学校卒業後、家業を手伝うが、1899年（明治32年）、20歳の時に魚目村に曽根天主堂が建設された際、野原棟梁と出会う。野原はフランス人宣教師A・ペール神父の指導のもとで、当時数少ない天主堂建築を手掛ける大工であった。与助にとっては初の西洋建築との出会いでもあり、以後、野原のもとで修行を積むことになる。また、その頃の五島列島は、信者たちが天主堂建設を合言葉にするほど求められた時代であり、与助は天主堂建築に傾斜していく。

ペール神父からリブ・ヴォールト天井や幾何学についての教えを受け、野原のもとで天主堂を建築していくなか、1906年（明治39年）27歳の時に家業を相続し鉄川組を編成する。30代半ばに大浦天主堂に隣接する大司教館の建築で、マルク・マリー・ド・ロ神父と出会う。以来、教会建築に関する様々な事柄を神父より教えられ、鉄川も神父の素材選びや建築に対する姿勢に感化され、後の仕事に大きく反映されたという。
1959年に黄綬褒章、1967年には勲五等瑞宝章を授与されている。
多くのカトリック教会を建設し、「教会建築の父」とも呼ばれているが、彼自身は生涯仏教徒であった。しかし、仏教寺院の建築に関わったのは生涯で3軒と言われている。
晩年は横浜市で過ごす。共に暮らしていた孫は「97歳で亡くなる数週間前まで元気に過ごしていた」「（仏教徒ゆえ）亡くなるときに「仏様が見える」と話した」と2018年のシンポジウムにて明かしている。
五男の鉄川喜一郎が、父の手掛けた建築を一部紹介した『日本れんが紀行』（日貿出版社、2000年）を読んで、與助が遺した資料を著者の喜田信代に貸与。これを基に喜田は2017年、『天主堂建築のパイオニア・鉄川與助―長崎の異才なる大工棟梁の偉業』（日貿出版社）を刊行した。

## 設計・施工に携わった教会堂
| 名称                 | 所在地                      | 竣工年              | 構造材             | その他                                                        |
| -------------------- | --------------------------- | ------------------- | ------------------ | ------------------------------------------------------------- |
| 冷水教会             | 長崎県 新上五島町（中通島） | 1907年 （明治40年） | 木造               |                                                               |
| 旧野首教会           | 長崎県 小値賀町（野崎島）   | 1908年 （明治41年） | 煉瓦造             | 世界文化遺産 長崎県指定有形文化財                             |
| 堂崎天主堂           | 長崎県 五島市（福江島）     | 1908年 （明治41年） | 煉瓦造             | 長崎県指定有形文化財                                          |
| 青砂ヶ浦天主堂       | 長崎県 新上五島町（中通島） | 1910年 （明治43年） | 煉瓦造             | 国の重要文化財                                                |
| 楠原教会             | 長崎県 五島市（福江島）     | 1912年 （明治45年） | 煉瓦造             |                                                               |
| 佐賀教会             | 佐賀県 佐賀市               |                     |                    | 建て替えのため現存しない                                      |
| 山田教会             | 長崎県 平戸市（生月島）     | 1912年 （大正元年） | 煉瓦造             |                                                               |
| 今村天主堂           | 福岡県 大刀洗町             | 1913年 （大正2年）  | 煉瓦造             | 福岡県指定有形文化財を経て 2015年に国の重要文化財             |
| 宮崎教会             | 宮崎県 宮崎市               |                     |                    | 建て替えのため現存しない                                      |
| 旧大司教館           | 長崎県 長崎市               | 1915年 （大正4年）  | 煉瓦造             | マルク・マリー・ド・ロ神父と共同設計 長崎県指定有形文化財     |
| 大曽教会             | 長崎県 新上五島町（中通島） | 1916年 （大正5年）  | 煉瓦造             | 長崎県指定有形文化財                                          |

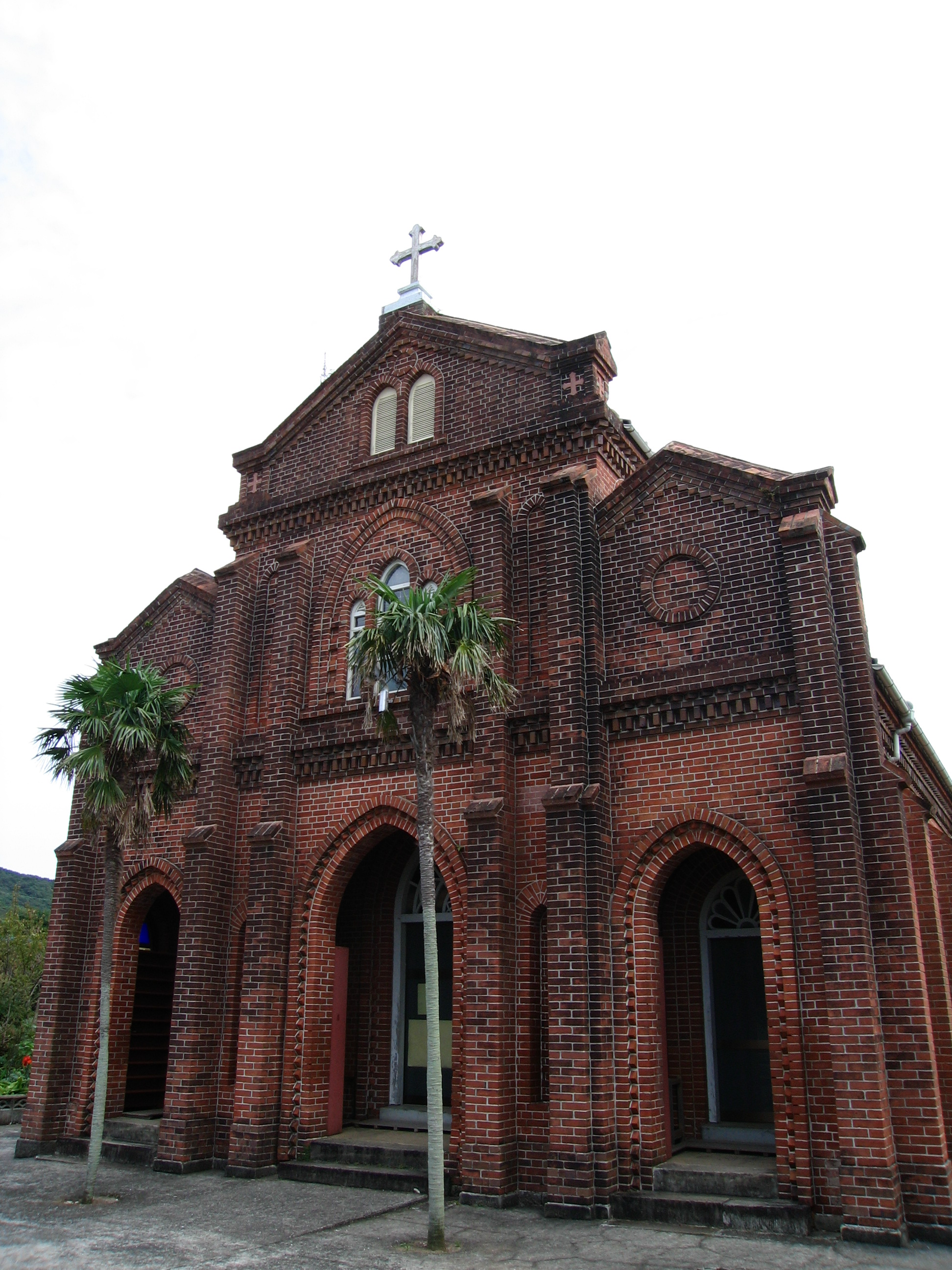
楠原教会（長崎県五島市 福江島、明治45年竣工）

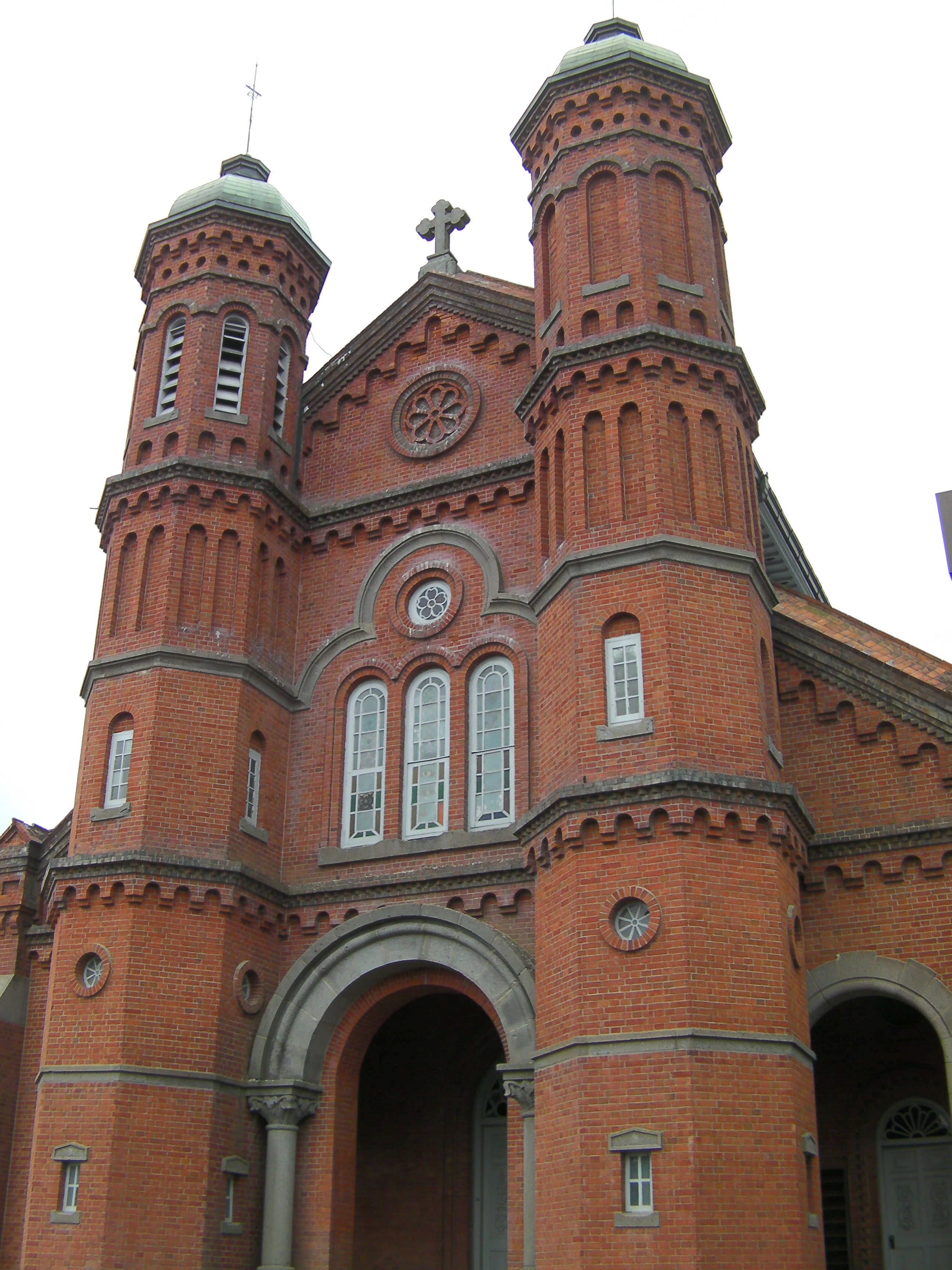
今村天主堂（福岡県大刀洗町、大正2年竣工）

| 江上天主堂           | 長崎県 五島市（奈留島）     | 1918年 （大正7年）  | 木造               | 世界文化遺産 長崎県指定有形文化財を経て2008年に国の重要文化財 |
| 旧大水教会           | 長崎県 新上五島町（中通島） |                     |                    | 建て替えのため現存しない                                      |
| 田平天主堂           | 長崎県 平戸市               | 1918年 （大正7年）  | 煉瓦造             | 国の重要文化財                                                |
| 頭ヶ島天主堂         | 長崎県 新上五島町（頭ヶ島） | 1919年 （大正8年）  | 石造               | 世界文化遺産 国の重要文化財                                   |
| 細石流（ざざれ）教会 | 長崎県 五島市（久賀島）     | 1921年 （大正10年） | 木造               | 廃堂のため現存しない                                          |
| 平蔵教会             | 長崎県 五島市（福江島）     |                     |                    | 廃堂のため現存しない                                          |
| 手取教会             | 熊本県 熊本市               |                     |                    |                                                               |
| 大牟田教会           | 福岡県 大牟田市             |                     |                    |                                                               |
| 呼子教会             | 佐賀県 唐津市               |                     |                    | 旧馬渡島教会（馬渡島）を移設                                  |
| 八幡教会             | 福岡県 北九州市             |                     |                    | 建て替えのため現存しない                                      |
| 戸畑教会             | 福岡県 北九州市             |                     |                    | 建て替えのため現存しない                                      |
| 紐差教会             | 長崎県 平戸市               | 1929年 （昭和4年）  | 鉄筋コンクリート造 |                                                               |
| 大江教会             | 熊本県 天草市               | 1933年 （昭和8年）  |                    |                                                               |
| 新田原教会           | 福岡県 行橋市               |                     |                    | 建て替えのため現存しない                                      |
| 水俣教会             | 熊本県 水俣市               |                     |                    | 建て替えのため現存しない                                      |
| 﨑津教会             | 熊本県 天草市               | 1934年 （昭和9年）  | コンクリート＋木造 |                                                               |
| 小倉教会             | 福岡県 北九州市             |                     |                    | 建て替えのため現存しない                                      |
| 水の浦教会           | 長崎県 五島市（福江島）     | 1938年 （昭和13年） | 木造               |                                                               |
| 愛野教会             | 長崎県 雲仙市               |                     |                    |                                                               |
| 浦上教会             | 長崎県 長崎市               | 1959年 （昭和34年） |                    | 原爆で倒壊した旧浦上天主堂を再建                              |
| 諫早教会             | 長崎県 諫早市               |                     |                    | 建て替えのため現存しない                                      |
| 桐教会               | 長崎県 新上五島町（中通島） |                     |                    |                                                               |
| 船隠教会             | 長崎県 新上五島町（中通島） |                     |                    |                                                               |
| 丸尾教会             | 長崎県 新上五島町（中通島） |                     |                    |                                                               |

## 設計・施工に携わった寺院
- 浄福寺　長崎県南松浦郡新上五島町、大正10年（1921年）、浄土宗
- 元海寺　長崎県南松浦郡新上五島町、大正13年（1924年）、浄土真宗本願寺派
- 得雄寺　長崎県南松浦郡新上五島町、昭和22年－25年（1947年－1950年）、浄土真宗本願寺派

### 伝記
- 喜田信代『天主堂建築のパイオニア鉄川與助』日貿出版社、2017年